# Łabajów (potok)
Łabajów – potok w Paśmie Stożka i Czantorii Beskidzie Śląskim. Należy do dorzecza Wisły. Płynie w całości na terenie miasta Wisły.
Liczne cieki źródłowe Łabajowa znajdują się na wschodnich stokach Małego i Wielkiego Stożka oraz na północnych stokach Kiczor. Potok ma długość 5,4 km. Płynie przez Łabajów w kierunku północno-wschodnim i w Głębcach, koło szkoły, łączy się z Głębiczkiem, tworząc potok o nowej nazwie: Kopydło.
Doliną Łabajowa biegnie zielony  szlak z Wisły Głębiec do Schroniska PTTK na Stożku.

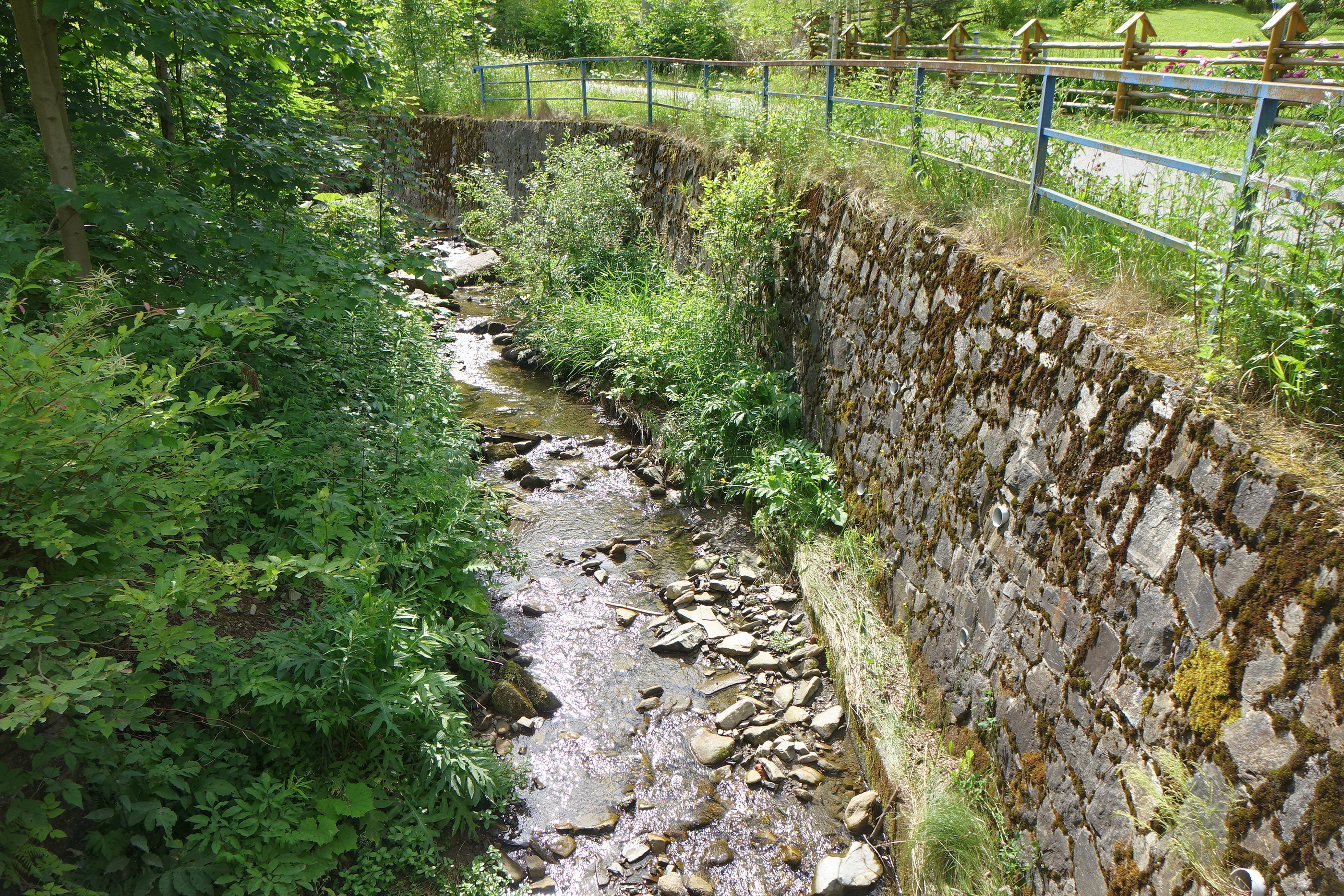
Potok Łabajów